# آی‌ان‌اس شاردول (ال۱۶)
آی‌ان‌اس شاردول (ال۱۶) (به انگلیسی: INS Shardul (L16)) یک کشتی است که طول آن 83.9 m می‌باشد. این کشتی در سال ۱۹۷۵ ساخته شد.